# Ukrajinska opća enciklopedija
Ukrajinska opća enciklopedija „Knjiga znanja“ (ruski: Украинская общая энциклопедия «Книга знания», ukrajinski: Украї́нська зага́льна енцикльопе́дія «Книга знання») prva je enciklopedija na ukrajinskome. Izdana je u Lavovu u tri sveska od 1930. do 1933. Izdavala ju je „Ridna škola“ (ukrajinski: Рідна Школа) (Lavov – Stanislaviv – Kolomyja) uz financijsku pomoć kreditno-gospodarstvene tvrtke „Pokutskogo Sojuzu“ (ruski: «Покутського Союзу») (Kolomyja) i „Uezdnogo Sojuza Kooperativov“ (ruski: «Уездного Союза Кооперативов») (Stanislaviv). Ukrajinska opća enciklopedija objavljena je u 30 mjesečnih „bilježnicama“ od kojih je svaka imala 128 stranica. Objavljene su 30 „bilježnica“ od travnja 1930. do srpnja 1933. Ukrajinska opća enciklopedija pisana je „Harkivskim pravopisom“ (ruski: Харьковское правописание, ukrajinski: Український правопис).
Nakon objavljivanja prvog sveska Ukrajinske opće enciklopedije, pojavila se ideja o stvaranju slične neciklopedije – Ukrajinske sovjetske enciklopedije.

## Uredništvo
Glavni urednik bio je Ivan Pakovs'kyj. Članovi uredništva su bili: Volodymyr Dorošenko, Mihajlo Rudinc'kij, Vasyl' Simovič (redaktor odjela «Україна») i još 136 autora. Ilustrativne tablice uglavnom je napravila tvrtka F. A. Brockhaus AG u Leipzigu; karte u boji Zakład Piller-Neumanna i Unija (ruski: Уния, ukrajinski: Унія) u Lavovu. Tekstualne ilustracije napravio je majstorski kliše Fototip (ruski i ukrajinski: Фототип) u Lavovu. 

## Sadržaj
Ukrajinska opća enciklopedija bila je postrojena po uzoru na strane enciklopedije, no bila je samostalna u području Ukrajine: oko 8.000 od 34.000 članaka bilo je o Ukrajini i bogatim odjelom «Україна» od 322 stranice.  

## Vanjske poveznice
- Електрона версія УЗЕ у трьох томах
- Віктор Савенко. Підготовка і видання НТШ «Української загальної енциклопедії»[neaktivna poveznica].
- Тарас Прохасько, «Українська загальна енциклопедія» — найголовніша пізнавальна література для мене, День : газета. — 2013. — № 164-165 (13 вересня). — С. 23.
- Любомир Белей. «Книга, що в ній є все» : Історія першої української енциклопедії // Тиждень.ua. — 2015. — 3 січня.
- Павло Штойко. Структура і зміст географічних гасел в «Енциклопедії Українознавства»